# 湯の山温泉 (三重県)
湯の山温泉（ゆのやまおんせん）は、三重県三重郡菰野町にある温泉である。

## 概要
御在所岳の山麓の東側に位置する。自然豊かであり、四季折々の景観に富んだ温泉である。歓楽街化しておらず、ファミリーの行楽向けから、鈴鹿山脈のレクリエーションやレジャーの拠点となっている。毎年10月初旬に僧兵まつりが行われる。また恋愛成就の寺で知られる三嶽寺もある。

## 泉質
- アルカリ性ラジウム泉

## 温泉街

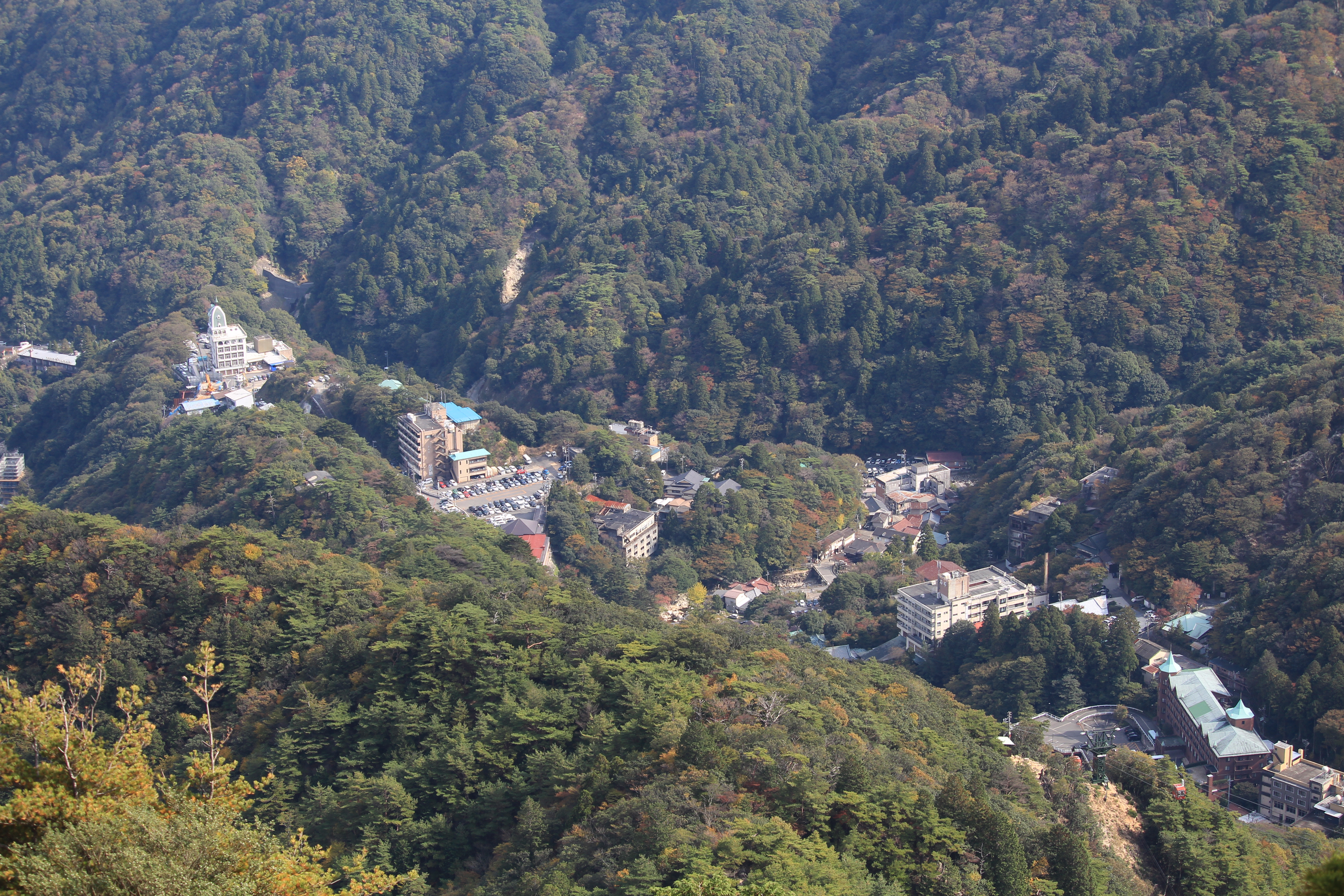
御在所岳から見下ろす湯の山温泉街、左側に彩向陽

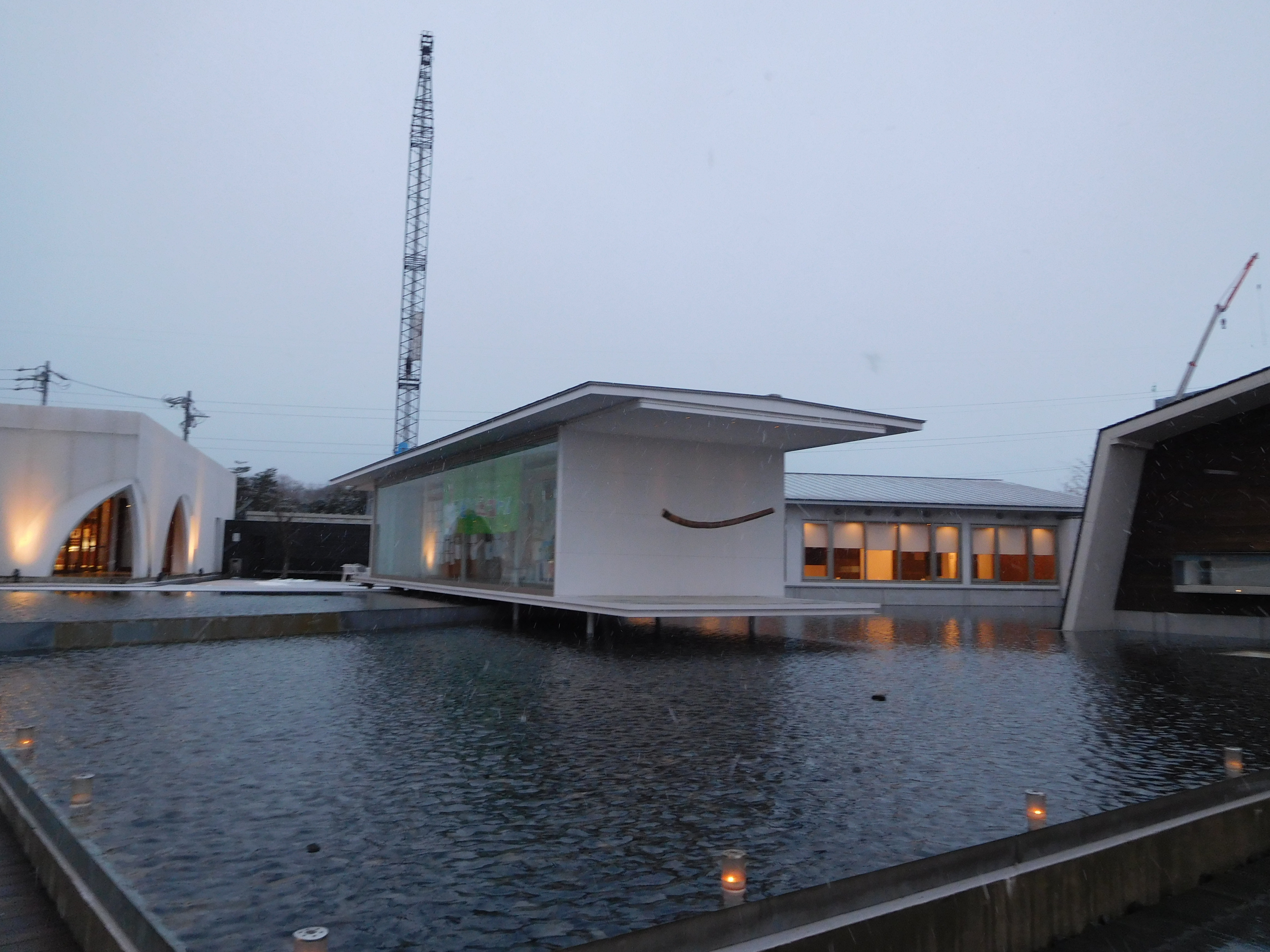
アクアイグニス

三重県北部の最高峰、御在所岳の東麓に位置し、三滝川河畔の渓谷に20軒ほどのホテル、旅館がひしめき合う。山の斜面に建てられているため、規模は小さく感じるが、設備は整った大型宿泊施設が多く、収容人数は多い。一帯は鈴鹿国定公園に指定されており、名古屋・大阪といった大都市圏とのアクセスに優れながらも豊かな自然に恵まれている。ゆえにレクリエーション、レジャー、スポーツの拠点として発展。同温泉地の位置付けも手軽な行楽向け温泉地となっており、日帰り入浴が可能な旅館が多い。なお、温泉地からは御在所岳に登る御在所ロープウェイが運行しており、夏場は避暑地としても賑わいを見せる。
同温泉郷を代表する旅館の一つであるグランドホテル向陽（現、彩（いろどり）向陽）には、1980年（昭和55年）5月24日、全国植樹祭のために三重県に行幸した昭和天皇・香淳皇后が宿泊したことがある。また、文豪志賀直哉は湯の山温泉に滞在し、短編『菰野』を執筆している。
また、2012年秋には湯の山温泉郊外に温泉施設の他に宿泊棟、奥田政行によるイタリアンレストラン、辻口博啓による洋菓子店などがそろったリゾート施設「アクアイグニス」がオープンした。

## 歴史
養老2年（718年）に発見された古湯で、傷ついた鹿が癒していたことから鹿ノ湯ともいわれていた。元禄時代に廃泉を復興して杉屋をはじめ八軒の湯治宿があった。宝永2年（1705年）、その中心地に天台宗の三嶽寺が創建され、大石、蒼滝三本杉などの名所も整えられ、古くから東海や近畿の奥座敷として発展してきた歴史を持つ。西南戦争のあと、戦傷病者の療養所の指定を受け、杉屋、橘屋、三嶽寺が臨時の宿泊所になり、負傷した将兵を受入れたことから、治療を終えた将兵らが故郷へ帰り、温泉と勝景を称賛したため、それが宣伝されて来遊者が増加した。しかし、決して湯量は多くなく、過去に4度の涸渇があった。また明治時代には他温泉との競合に敗れ、わずか1軒しか残らなかった時代もある。後にアクセスの良さに目を付けた四日市鉄道（現在の近鉄湯の山線）が鉄道を敷設、奥座敷としての地位を復活させ、次第に旅館も増加していった。その後、自然と一体化した近郊の保養温泉を標榜、歓楽色は出さないまま今日に至る。
かつては多くの宿泊施設や土産物屋で賑わいを見せていたのは事実だが、2025年現在ではその殆どが閉業している。

## 交通アクセス

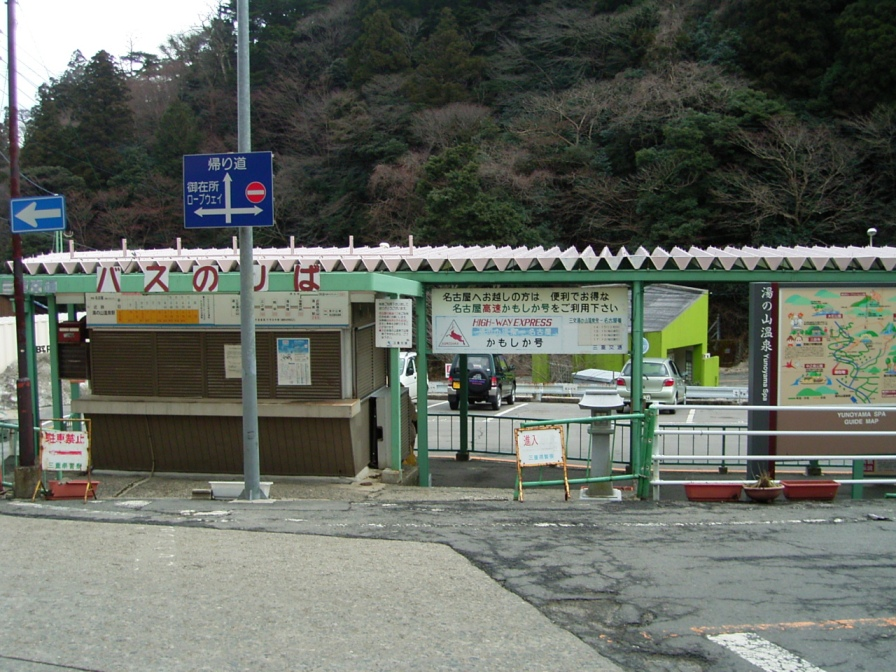
三交湯の山温泉停留所 (2018/9/14廃止)

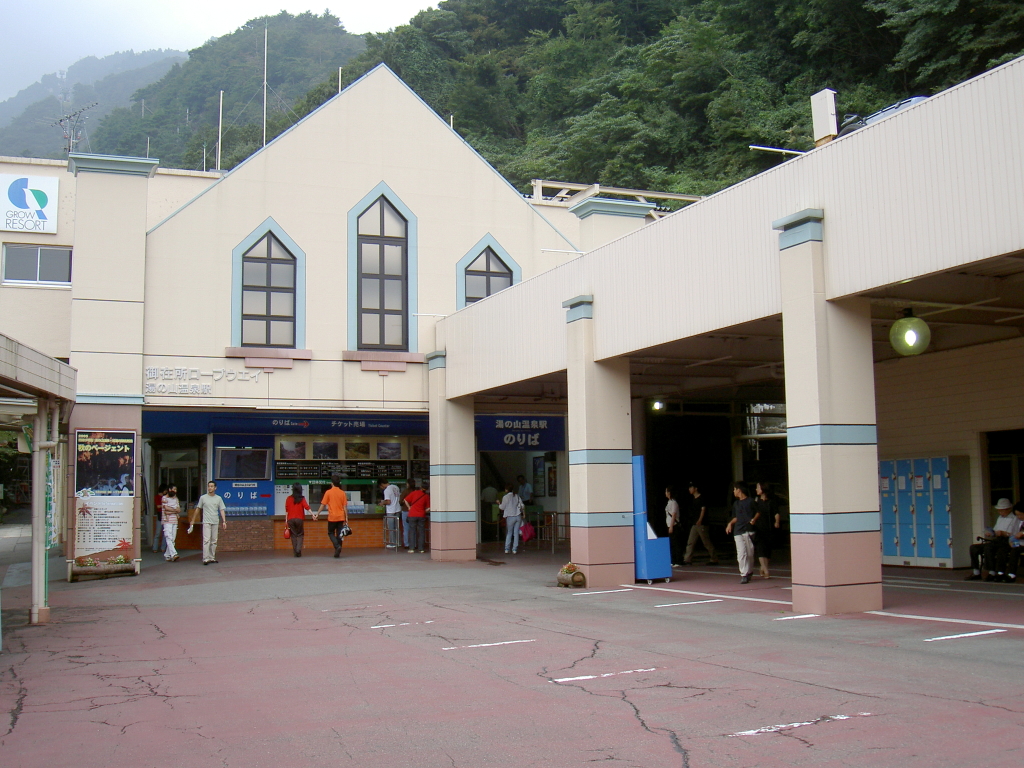
御在所ロープウェイ湯の山温泉駅

- 自動車：東名阪自動車道四日市ICから国道477号（湯の山街道）を菰野町方面へ約10kmまたは新名神高速道路菰野ICから約6km。
- 鉄道：湯の山温泉駅（近鉄湯の山線）から三重交通バスで10分、終点「湯の山温泉・御在所ロープウエイ前」下車。
- バス：名古屋（名鉄バスセンター）から三重交通の高速バスで59分。
  - 三重交通バスの湯の山線と名古屋湯の山高速線は、2018年9月14日改正で、湯の山かもしか大橋経由に経路変更したことで、三重県道577号湯の山温泉線にあった「栃谷」「三之瀬」「蒼滝口」「三交湯の山温泉」を廃止し、新たに新設した「湯の山温泉・御在所ロープウエイ前」を終点とした。[5]
- 東海自然歩道：温泉街を東海自然歩道が通る。同道は蒼滝の近くを通る。
- 御在所ロープウェイ：温泉街に御在所ロープウェイの駅と駐車場がある。御在所岳の山頂まで通年運行されている。

## 湯の山温泉が舞台の作品
- 八汐亜矢子「湯の山しぐれ」
- 志賀直哉『菰野』[3]
- 丹羽文雄『温泉神』、『深山桜』[6]
- 松本清張『遠い接近』
- 男はつらいよ フーテンの寅